# Granopothyne palawana
Granopothyne palawana är en skalbaggsart som beskrevs av Antonio Vives 2009. Granopothyne palawana ingår i släktet Granopothyne och familjen långhorningar.
Artens utbredningsområde är Filippinerna. Inga underarter finns listade i Catalogue of Life.